# Tomás de Portes e Infante
Tomás de Portes e Infante (Santiago de los Caballeros, Partido de la Vega Real, 11 de diciembre de 1777-Santo Domingo, Provincia de Santo Domingo, 7 de abril de 1858) fue un presbítero y obispo dominicano que se desempeñó como el 42.º arzobispo de Santo Domingo, primado de Indias —después de haber sido vicario general de la arquidiócesis desde 1830—, desde 1848 hasta su fallecimiento en 1858. Fue el segundo arzobispo y el cuarto obispo en ser dominicano en la historia de la Iglesia católica. Además, fue uno de los primeros dominicanos en hacerse un daguerrotipo y se destacó por su defensa de los derechos de la Iglesia católica en la República Dominicana.
Con un total de 27 años al frente de la arquidiócesis, contando su tiempo como vicario general, fue uno de los prelados más destacados de la Iglesia católica en la República Dominicana.

## Biografía
Nació el 11 de diciembre de 1777 en la ciudad de Santiago de los Caballeros. Fue hijo de Juan Portes y María Infante Morell de Santa Cruz, ambos naturales de Santiago de los Caballeros. Estudió en la escuela del licenciado Andrés Muñoz Caballero y recibió la primera tonsura y órdenes menores en su ciudad natal. Más tarde, se trasladó a la ciudad de Santo Domingo para continuar sus estudios en la Real y Pontificia Universidad de Santo Tomás de Aquino.
A los 17 años, debido a las invasiones en la isla Española, emigró a Puerto Rico y posteriormente a Venezuela para estudiar Derecho Civil. En 1802, fue ordenado presbítero en Santiago de Cuba (isla de Cuba), ejerciendo su ministerio en la Iglesia de Nuestra Señora de los Dolores y en la Iglesia de San Salvador en Bayamo. En 1809, regresó a Santo Domingo tras la restauración de la soberanía española, desempeñándose como cura rector interino de la parroquia de Santa Bárbara.
Santo Domingo tras declararse independiente de la monarquía española en diciembre de 1821, fue anexada en febrero de 1822 por la República Haitiana. Cabe destacar que Haití se encontraba en un estado de cisma con la Iglesia católica desde su independencia y la mayoría del clero, incluido el arzobispo metropolitano de Santo Domingo, primado de Indias, Pedro Valera y Jiménez, era partidario del rey Fernando VII de España.
El 28 de julio de 1830, Pedro Valera, abandonó la isla después de haber sido víctima de un intento de magnicidio por parte de un haitiano, dejando a Portes como vicario general de la arquidiócesis, reconocido cinco años después por la Santo Sede como Delegado Apostólico. Ese mismo año, Fernando VII reclamó la parte española de Santo Domingo a Haití.
Durante su período como vicario mantuvo una relación cordial y armónica con el Estado haitiano, evitando conflictos y llegando incluso a presidir los actos del aniversario de la independencia de Haití en 1835 en Santo Domingo, llevando en procesión el Santísimo Sacramento y cantando un Te Deum. Emilio Rodríguez Demorizi sugiere que quizás dicha actitud puede haber sido motivada por la prudencia, ya que la Iglesia prefería evitar una situación similar a la invasión de Louverture en 1803.
En 1833, Valera falleció en el exilio en Cuba, y murió Fernando VII, lo que significó el fin de las reclamaciones españolas en América y el inicio de la primera guerra carlista. En adelante, con la instauración del Estado liberal en el Reino de España, Portes osciló entre el protectorado con el Reino de Francia como preferible a la vuelta a España. Desde 1840, mantuvo contacto con André Nicolas Levasseur, cónsul general de Francia en Puerto Príncipe, debido a que el rey Luis Felipe I de Francia favorecía la devolución a la Iglesia de los bienes confiscados por la revolución francesa, mientras que el regente de España, Baldomero Espartero, adoptaba una política anticlerical.

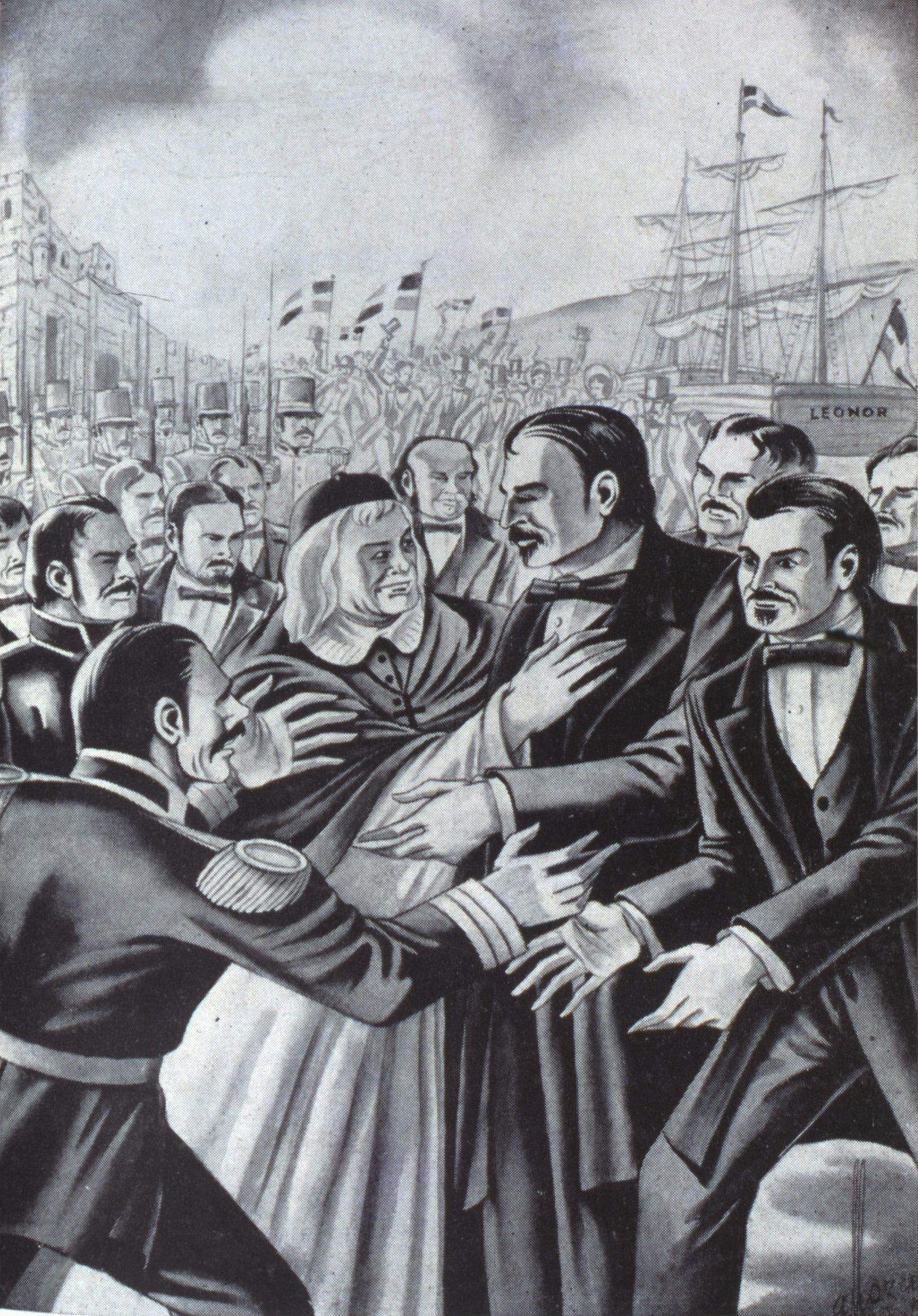
Acorde a lo dicho por Emiliano Tejera en 1894, Juan Pablo Duarte y Díez es recibido por Portes con el saludo: «¡Salve Padre de la Patria!» (1944). Obra de José Alloza.

En 1844, inicialmente no estuvo de acuerdo con la proclamación de la independencia dominicana, pero luego la apoyó y respaldó el proyecto de protectorado francés. Fue nombrado arzobispo de Santo Domingo por la Junta Central Gubernativa, y durante la rebelión liderada por Juan Pablo Duarte en el Cibao, amenazó con excomulgar a aquellos que desobedecieran a la Junta y al presidente de la misma, el general Pedro Santana.
Aunque presto juramento y participó en las celebraciones por la Constitución de San Cristóbal, posteriormente se opuso firmemente a la misma. Destacó por defender los derechos de la Iglesia frente al poder estatal, especialmente en relación con los artículos que abolían los bienes eclesiásticos, las capellanías y los privilegios de fuero. A pesar de sus esfuerzos por eliminar estos artículos, Pedro Santana, entonces presidente de la República, se negó, lo que llevó a Portes a denunciar la violación de los derechos al prefecto de Propaganda Fide, el cardenal Felipe Fransoni.
En marzo de 1845, Felipe Fransoni le respondió a Portes respaldando su postura y expresó que: «...no debe permitir que sufran menoscabo los derechos de la Iglesia, aunque espera que eso no sucederá, dada la mucha fe y religión del pueblo dominicano». Más tarde, en marzo de 1846, Portes intentó solicitar la reforma de la Constitución al Tribunado, pero su petición fue rechazada abrumadoramente.
El 20 de enero de 1848, gracias a las gestiones de Santana, el papa Pío IX lo nombró arzobispo, aunque degradando la arquidiócesis a no metropolitana. El 27 de marzo de ese año, escribió al Congreso de la República Dominicana solicitando la creación de un Colegio-Seminario. Esta iniciativa culminó en la fundación del Seminario Conciliar Santo Tomás de Aquino el 8 de mayo de 1848. Este seminario fue el único plantel educativo que existía en el país en ese momento, hasta la creación del Colegio de San Buenaventura en 1852.

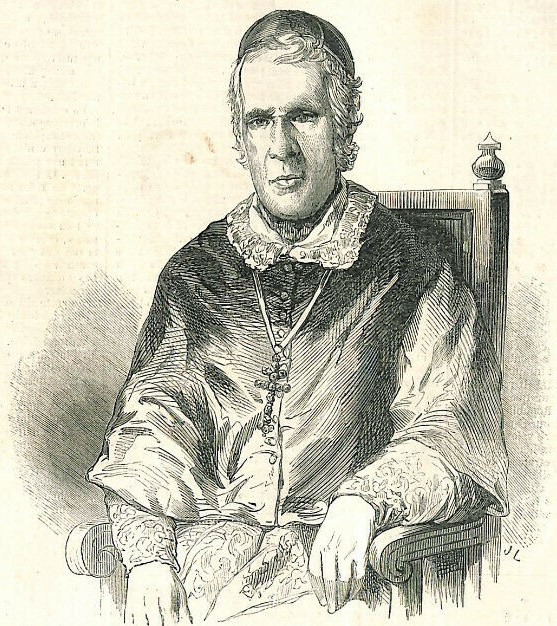
Ilustración de Tomás Portes en L'Illustration. Journal universel de 1851.

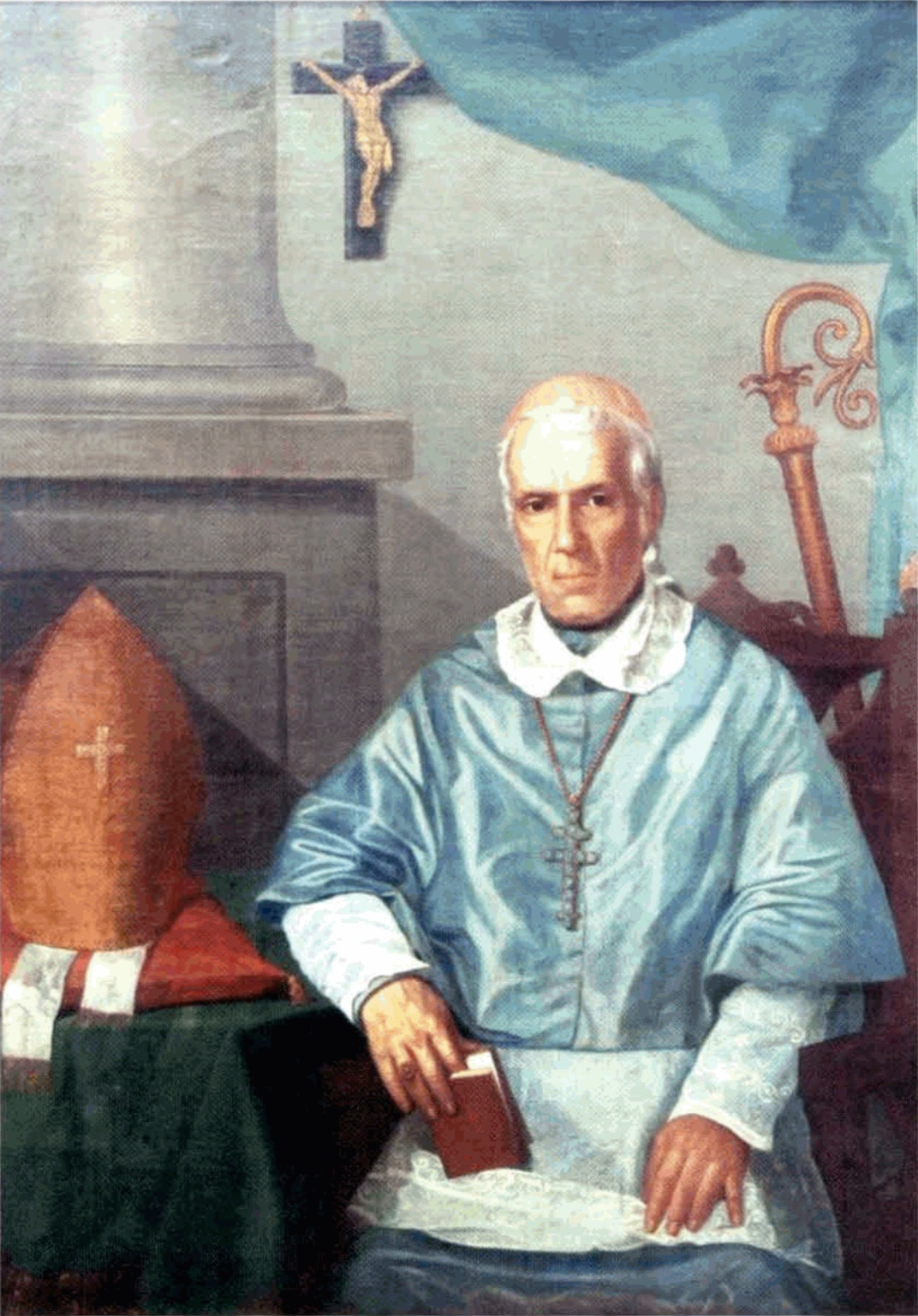
Retrato del arzobispo Tomás de Portes.

El 12 de noviembre de 1848, fue consagrado obispo en la Catedral Nuestra Señora de la Anunciación por monseñor Martinus Joannes Niewindt, vicario apostólico de la diócesis de Willemstad. A lo largo de sus diez años de episcopado, Portes se destacó por incrementar el número de parroquias, llevar a cabo visitas pastorales en la zona del Este y ordenar a once nuevos sacerdotes. Además, emprendió la tarea de restaurar la Cofradía de Nuestra Señora de los Dolores, la cual había cesado sus actividades desde los tiempos de la Era de Francia.
Durante la invasión haitiana de 1849, el cónsul de la República Francesa, Victor Place, influyó en el Congreso de la República para convocar al expresidente Santana a repeler la invasión. Santana y sus hombres al llegar a la capital, se toparon con obstáculos debido al clima de temor que se había generado en la ciudad. Tanto Place como el arzobispo Portes, tuvieron dificultades para aplacar ese temor, pero finalmente lograron superar los obstáculos y Santana lideró una defensa exitosa.
En mayo de 1851, Portes celebró el quinto sínodo diocesano de Santo Domingo y, en el mismo año, se convirtió en uno de los primeros dominicanos en hacerse a un daguerrotipo junto con Santana y el presidente de la República, Buenaventura Báez.
En marzo de 1853, se desencadenó un enfrentamiento verbal entre Portes y el presidente Santana en el Congreso. Santana instó a Portes a jurar la Constitución, un acto al que inicialmente Portes se negó. Anunció su intención de abandonar el país, pero posteriormente se retractó y envió al presbítero Antonio Gutiérrez, reconocido partidario de Santana, para que jurara la Constitución en su nombre en la Catedral. Este episodio refleja la tensión entre el poder político y la Iglesia durante ese periodo de la historia dominicana.
Portes fue significativo en unir la Iglesia dominicana en las celebraciones del dogma de la Inmaculada Concepción en 1855, que fue declarado por Pío IX en la bula Ineffabilis Deus. Ante la debilidad de sus fuerzas, logró que la Santa Sede nombrara un arzobispo coadjutor en 1857, quien lamentablemente falleció cinco meses después de su consagración. Portes designó por escrito al peruano Gaspar Hernández para encabezar la arquidiócesis tras su muerte.
El 7 de abril de 1858 moría el arzobispo en la capital en medio de la guerra civil dominicana (1857-1858).